# Toftsjön (Skultuna socken, Västmanland)
Toftsjön är en sjö i Surahammars kommun och Västerås kommun i Västmanland och ingår i Norrströms huvudavrinningsområde. Sjön är 3,2 meter djup, har en yta på 0,265 kvadratkilometer och befinner sig 64 meter över havet. Sjön avvattnas av vattendraget Tegabäcken.

## Delavrinningsområde
Toftsjön ingår i det delavrinningsområde (662448-153457) som SMHI kallar för Mynnar i Svartån. Medelhöjden är 70 meter över havet och ytan är 43,94 kvadratkilometer. Det finns inga avrinningsområden uppströms utan avrinningsområdet är högsta punkten. Tegabäcken som avvattnar avrinningsområdet har biflödesordning 3, vilket innebär att vattnet flödar genom totalt 3 vattendrag innan det når havet efter 137 kilometer. Avrinningsområdet består mestadels av skog (79 procent). Avrinningsområdet har 1,08 kvadratkilometer vattenytor vilket ger det en sjöprocent på 2,5 procent.